# 오시마정 (나가사키현)
오시마정(일본어: 大島町)은 일본 나가사키현 니시소노기군에 있던 정이다.

## 역사
2005년 4월 1일에, 오세토정·사이카이정·오시마정·사키토정과 신설 합병해 사이카이시가 되었다.

## 지리
나가사키현 니시히노키 반도 북서쪽 해안에 있는 오시마 및 그 동쪽에 있는 데라시마 등을 주요 행정구역으로 삼았다. 오오시마와 데라시마 사이는 데라시마 대교로 연결되어 있다. 또한, 데라지마와 니시히노키 반도 사이에는 오시마 대교가 놓여 있고(1999년 개통), 오시마 섬과 서쪽의 카키우라 섬(구 사키토정) 사이에는 나카토교가 놓여 있다.

## 역사
- 1889년 4월 1일 - 정촌제 시행에 의해 구로세촌이 성립하였다.
- 1949년 7월 1일 - 정으로 구로세촌이 정으로 승격해 구로세정이 되었다. 
  - 7월 1일 - 오시마정으로 개칭되었다.
- 2005년 4월 1일 - 오세토정·사이카이정·세이히정·사키토정과 합병, 시로 승격해 세이히시가 되어 오시마정은 소멸하였다.

## 교통

### 도로
- 나가사키현도 제15호선